# Saint-Amant-de-Bonnieure
Saint-Amant-de-Bonnieure är en kommun i departementet Charente i regionen Nouvelle-Aquitaine i västra Frankrike. Kommunen ligger  i kantonen Mansle som ligger i arrondissementet Confolens. År 2017 hade Saint-Amant-de-Bonnieure 363 invånare.

## Befolkningsutveckling
Antalet invånare i kommunen Saint-Amant-de-Bonnieure
Referens:INSEE